# Zaydou Youssouf
Zaydou Youssouf, född 11 juli 1999, är en fransk fotbollsspelare som spelar för portugisiska Famalicão.

## Karriär
Youssouf debuterade för Bordeaux i Ligue 1 den 30 november 2016 i en 1–1-match mot Bastia, där han blev inbytt i den 74:e minuten mot Jérémy Toulalan.
Den 5 juli 2019 värvades Youssouf av Saint-Étienne, där han skrev på ett fyraårskontrakt. Den 4 augusti 2022 värvades Youssouf av portugisiska Famalicão, där han skrev på ett fyraårskontrakt.